# Motivo di cadenza
Mit Motivo di cadenza (italienisch, „Kadenzmotiv“) wird in der Musiktheorie ein Satzmodell bezeichnet, bei dem infolge der Erniedrigung des Leittons innerhalb einer Kadenz diese entweder sequenziert oder zur Modulation verwendet wird. Dieses Verfahren war unter Komponisten des 17. bis 19. Jahrhunderts weit verbreitet.
Die früheste Erwähnung des Begriffs findet sich in den Documenti armonici (1687) von Angelo Berardi, der ihn – allerdings ohne weitere Erklärungen – über einer Reihe von Notenbeispielen wie dem folgenden notiert:
Die ersten Definitionen stammen aus Musiklexika der ersten Hälfte des 18. Jahrhunderts. Sowohl Sébastien de Brossard (ca. 1710) als auch Johann Gottfried Walther (1732) erwähnen in diesem Zusammenhang einen in fallenden Quinten bzw. steigenden Quarten fortschreitenden Bass, über welchem der normalerweise gebräuchliche Leitton zur kleinen Terz erniedrigt wird und durch Synkopierung zum Septimvorhalt über dem nächsten Basston wird.
Diese Merkmale sind auch im Beispiel von Berardi zu erkennen. Die hinzugefügten Generalbassziffern machen außerdem deutlich, dass die Basstöne in den Takten 2f., 4f., 6f. und 10f. jeweils als Pänultima einer cadenza doppia ausgestaltet sind. Eine korrekt weitergeführte Diskantklausel erscheint allerdings nur in den Takten 8 (e–f) und 12 (gis–a, grün markiert). In den anderen beiden Fällen wird der Leitton jeweils erniedrigt und durch Synkopierung zur vorbereiteten Septime über dem folgenden Basston (rot markiert).
Das Satzmodell kann also auch als eine Quintfallsequenz mit sequenzierten cadenze doppie aufgefasst werden. Die beiden Oberstimmen wechseln dabei zwischen der Rolle der Agens- und der Patiensstimme. In diminuierter Form findet sich das Motivo-di-cadenza-Modell beispielsweise in der Fuge Es-Dur (BWV 876) aus dem zweiten Band des Wohltemperierten Klaviers von Johann Sebastian Bach (T. 46–53):
Brossard zufolge erziele das Modell vor allem in Fugen eine gute Wirkung. In diesem Kontext erscheint es selten sequenziert, sondern einzig durch die Erniedrigung des Leittons kenntlich, und kann auf diese Weise z. B. zur Rückmodulation vor dem zweiten Dux-Einsatz dienen.